# Municipi d'Överkalix
Överkalix (en suec: Överkalix kommun; en finès: Ylikainuun kunta) és un municipi del Comtat de Norrbotten, al nord de Suècia. El seu centre administratiu està situat a Överkalix.

## Localitats
Hi ha quatre localitats (o àrees urbanes) al Municipi d'Överkalix:
| # | Localitat    | Població |
| - | ------------ | -------- |
| 1 | Överkalix    | 946      |
| 2 | Tallvik      | 444      |
| 3 | Svartbyn     | 281      |
| 4 | Vännäsberget | 207      |

El centre administratiu és en negreta